# Brampton Beast
Die Brampton Beast waren ein kanadisches Eishockeyfranchise aus Brampton, Ontario. Es spielte nach seiner Gründung im Jahre 2012 eine Saison in der Central Hockey League und nahm anschließend bis 2021 am Spielbetrieb der ECHL teil. Seine Heimspiele trug das Team im CAA Centre aus.

## Geschichte
Brampton besaß mit den Brampton Battalion seit 1998 ein Eishockeyteam, das in der Ontario Hockey League spielte. Dieses jedoch hatte bereits seit längerem finanzielle Probleme sowie ein schwindendes Zuschauerinteresse zu verkraften, sodass man sich Ende 2012 entschied, das Franchise nach North Bay, Ontario umzusiedeln. Bereits zwei Monate später begann die Central Hockey League, Verhandlungen in Brampton zu führen, um ihrerseits ein neues Franchise in der Stadt zu etablieren. Bereits im März 2013 wurde eine Einigung mit der Stadt und dem Betreiber des Powerade Centre erzielt, in dem das neue Team mit Beginn der Saison 2013/14 spielen sollte.
Um einen Namen für das neue Franchise zu finden, wurde ein Wettbewerb ins Leben gerufen, bei dem Fans mögliche Namen einreichen und aus diesen per Mehrheitsentscheid den neuen Namen auswählen konnten. Im April 2013 setzte sich schließlich Brampton Beast gegen Brampton Bandits durch. Im August 2013 wurde bekanntgegeben, dass die Beast mit der Tampa Bay Lightning sowie deren AHL-Farmteam Syracuse Crunch kooperieren werden. Die erste Saison beendete das Team auf dem sechsten von zehn Rängen und scheiterte in der ersten Play-off-Runde.
Vor Beginn der Saison 2014/15 stellten drei Teams der CHL ihren Spielbetrieb ein. In der Folge wurden die Beast und die weiteren sechs verbliebenen CHL-Teilnehmer am 7. Oktober 2014 in die ECHL aufgenommen und der Spielbetrieb der CHL komplett eingestellt. Im Zuge dessen wurde die ECHL umstrukturiert, sodass alle sieben ehemaligen CHL-Teams in einer neu geschaffenen Central Division der Western Conference spielen. Darüber hinaus sind die Beast von allen derzeit 28 Mannschaften die einzige kanadische und erst die zweite kanadische in der gesamten ECHL-Geschichte nach den Victoria Salmon Kings.
Nach der Saison 2014/15 wechselte die Kooperation, sodass das Team fortan mit den Canadiens de Montréal und den St. John’s IceCaps (ab 2017: Rocket de Laval) zusammenarbeitete. Ein erneuter Wechsel des NHL-Kooperationspartners fand vor der Saison 2018/19 statt, als man eine entsprechende Einigung mit den Ottawa Senators erzielte.
Aufgrund der andauernden COVID-19-Pandemie gehörten die Brampton Beast zu den elf Teams, die in der ECHL-Saison 2020/21 vorübergehend pausieren wollten. Im Februar 2021 stellte das Franchise den Spielbetrieb ein.